# Josep Pedreira i Fernández
Josep Pedreira i Fernández (Barcelona, 1917 - 18 de setembre de 2003) fou un editor i escriptor català.

## Biografia
Fill de pares gallecs establerts al barri de Sants, estudià comerç i lluità en la guerra civil espanyola. En la postguerra formà part del Front Nacional de Catalunya i el 1949 creà els Llibres de l'Óssa Menor, una sèrie eclèctica de poesia catalana on publicaren Carles Riba, Salvador Espriu, Pere Quart i Miquel Martí i Pol, entre molts altres. Posteriorment creà el premi Óssa Menor de poesia, succeït pel Carles Riba, i el 1959 creà la col·lecció Les quatre estacions, on es publicaren obres de Gabriel Ferrater, Marià Manent, Josep Palau i Fabre i Francesc Parcerisas.
Amic de Joan Triadú, fou bibliotecari de l'Ateneu Barcelonès del 1981 al 1983. El 1985 va rebre la Creu de Sant Jordi de la Generalitat de Catalunya pel seu impuls a la nova poesia catalana de la postguerra i més tard Premi Jaume I d'Actuació Cívica Catalana. Fou membre de l'Associació d'Escriptors en Llengua Catalana.

## Fons personal
Els hereus de Josep Pedreira van fer donació del seu llegat a la Càtedra Jordi Arbonès de Traducció que el va dipositar a la Biblioteca d'Humanitats de la Universitat Autònoma de Barcelona.
El fons que els fills de Josep Pedreira van donar a la Càtedra Jordi Arbonès inclou documentació personal i professional. Pel que fa a la documentació professional, sobresurt la referida a la seva gran empresa editorial, Els Llibres de l'Óssa Menor (1949-1966), en la qual va publicar 52 títols dels principals poetes del moment: Jaume Agelet i Garriga, Vicent Andrés Estellés, Clementina Arderiu, Agustí Bartra, Blai Bonet, Salvador Espriu, Tomàs Garcés, Rosa Leveroni, Miquel Martí i Pol, Joan Perucho, Jordi Sarsanedas, Carles Riba, Joan Teixidor, Joan Vinyoli o Marià Villangómez. Amb tots ells va mantenir correspondència, de la qual es conserven les cartes originals, diversos jocs de còpies i un projecte de llibre amb les cartes «editades» per ell mateix, precedides d’una nota biogràfica on comenta la seva relació amb cadascun.
Així mateix, es conserva un arxiu de premsa sobre els llibres i els poetes publicats. Quant a la documentació personal, cal destacar-ne nombrosos manuscrits i mecanoscrits d'obra pròpia: reculls de narracions (l'inèdit Música per a Bela Bartók), de poesia (a part d'El llibre dels verns, publicat el 1985), diversos dietaris i llibres de records i de memòries (a part de Soldats catalans a la Roja i Negra (1936-1939), publicat el 2003), en estats d'elaboració diferents: des dels més incipients fins als considerats conclosos. Cal fer esment de dos llibres de caràcter memorialístic conclosos: Els set colors de l'arc i Llibre dels invents.

## Obres
- El llibre dels verns (1985), poesia
- Pugna dintre l'ànima (1936)[5] teatre
- Els invents, memòries, inèdit
- Soldats catalans a la Roja i Negra (1936-1939) (2003)
- A Manchada, narració inèdita, en gallec
- Les prunes del rei de França (2013) poesia